# Premier Padel 2025
Il Premier Padel 2025 è la quarta edizione del mondiale Premier Padel organizzato dalla Federazione Internazionale Padel. Per la prima volta, un torneo della serie si svolgerà negli Stati Uniti e in Germania. 

## Calendario
Sono previste un totale di sette nuove sedi per i tornei, per un totale di 24 tornei in 16 paesi.
| Torneo           | Città             | Stato                 | Data                       |
| ---------------- | ----------------- | --------------------- | -------------------------- |
| Riyadh Season P1 | Riad              | Arabia Saudita        | 10 febbraio - 15 febbraio  |
| Gijón P2         | Gijón             | Spagna                | 24 febbraio - 2 marzo      |
| Cancún P2        | Cancún            | Messico               | 10 marzo - 16 marzo        |
| Miami P1         | Miami             | Stati Uniti d'America | 17 marzo - 23 marzo        |
| Santiago P1      | Santiago del Cile | Cile                  | 24 marzo - 30 marzo        |
| Qatar Major      | Doha              | Qatar                 | 14 aprile - 19 aprile      |
| Brussels P2      | Bruxelles         | Belgio                | 21 aprile - 27 aprile      |
| Spain P1         | ?                 | Spagna                | 28 aprile - 4 maggio       |
| Asunción P2      | Asunción          | Paraguay              | 19 maggio - 25 maggio      |
| Buenos Aires P1  | Buenos Aires      | Argentina             | 26 maggio - 1 giugno       |
| Italy Major      | Roma              | Italia                | 9 giugno - 15 giugno       |
| Valladolid P2    | Valladolid        | Spagna                | 23 giugno - 29 giugno      |
| Bordeaux P2      | Bordeaux          | Francia               | 30 giugno - 6 luglio       |
| Málaga P1        | Malaga            | Spagna                | 14 luglio - 20 luglio      |
| Scandinavia P2   | ?                 | ?                     | 28 luglio - 3 agosto       |
| Madrid P1        | Madrid            | Spagna                | 1 settembre - 7 settembre  |
| Paris Major      | Parigi            | Francia               | 8 settembre - 14 settembre |
| Germany P2       | ?                 | Germania              | ?                          |
| Rotterdam P1     | Rotterdam         | Paesi Bassi           | 29 settembre - 5 ottobre   |
| Milano P1        | Milano            | Italia                | 6 ottobre - 12 ottobre     |
| NewGiza P2       | Giza              | Egitto                | 27 ottobre - 1 novembre    |
| Dubai P1         | Dubai             | Emirati Arabi Uniti   | 10 novembre - 16 novembre  |
| Mexico Major     | ?                 | Messico               | 24 novembre - 30 novembre  |
| Barcelona Finals | Barcellona        | Spagna                | 8 dicembre - 14 dicembre   |

## Risultati
| Torneo Major |
| Torneo P1    |
| Torneo P2    |
| Tour Finals  |

### Femminile
| Torneo            | Vincitori                      | Finalisti                           | Risultato       |
| ----------------- | ------------------------------ | ----------------------------------- | --------------- |
| Riad              | Ariana Sánchez Paula Josemaría | Beatriz González* Claudia Fernández | 0-0 (rit)*      |
| Gijón             | Gemma Triay Delfina Brea       | Ariana Sánchez Paula Josemaría      | 0-6 / 6-1 / 6-4 |
| Cancún            | Gemma Triay Delfina Brea       | Marta Ortega Sofia Araujo           | 6-3 / 6-1       |
| Miami             |                                |                                     |                 |
| Santiago del Cile |                                |                                     |                 |